# Шмуел Јосиф Агнон
Шмуел Јосиф Агнон (хебр. שמואל יוסף עגנון, Samuel Josef Agnon; Бучач, 17. јул 1888 — Јерусалим, 17. фебруар 1970), био је израелски књижевник. Добитник је Нобелове награде за књижевност 1966, заједно са песникињом Нели Закс.
Рођен је у Галицији где је почео да објављује своја књижевна дела. Користио је многе псеудониме. Касније је живео у Палестини и Немачкој, а од 1924. трајно се настанио у Јерусалиму.
Дела Ш. Ј. Агнона описују конфликт између традиционалног јеврејског живота и језика и модерног света. Његово прво важније дело било је роман Hakhnasat kalah (Свадбени балдахин) 1919. године које говори о судбини лутајућег Јеврејина у некадашњој Аустроугарској. Његов трећи, најцењенији, роман Tmol shilshom (Дан пре јуче) објављен 1945. разматра проблем позападњаченог Јеврејина који имигрира у Израел.